# Trung Ai Cập
Trung Ai Cập (tiếng Ả Rập: مصر الوسطى Misr al-Wista) là một phần đất giữa Hạ Ai Cập (châu thổ sông Nin) và Thượng Ai Cập, kéo dài từ thượng nguồn sông Nin phía bắc thành phố Cairo đến phía nam của Memphis, Ai Cập. Vào lúc đó, Ai Cập cổ đại chỉ chia thành hai vùng đất là Hạ và Thượng Ai Cập, vì Trung Ai Cập được cho là một tiểu khu của Thượng Ai Cập. Nó đã không được công nhận cho đến thế kỷ 19, khi các nhà khảo cổ cảm thấy cần phải chia Thượng Ai Cập lại thành hai vùng. Kết quả là họ đặt ra thuật ngữ "Trung Ai Cập" cho vùng giữa sông Nin, Cairo và Khúc cong Qena.

## Các thị trấn lớn
- Thành phố 6 tháng Mười
- Beni Suef
- Cairo
- Giza
- Fayoum